# Disputa pelo nome Gorgoroth
|          |                      |
| Infernus | Gaahl e King ov Hell |

A disputa pelo nome Gorgoroth refere-se a uma controvérsia legal entre músicos da banda norueguesa de black metal Gorgoroth sobre quem tinha a propriedade do nome da banda, que foi derivado do legendarium de J. R. R. Tolkien. As partes envolvidas na disputa eram o fundador da banda, Infernus (Roger Tiegs), e os membros Gaahl (Kristian Espedal) e King ov Hell (Tom Cato Visnes). A disputa teve início em outubro de 2007, quando foi anunciado que Gaahl e King decidiram se separar de Infernus, embora os dois primeiros alegassem ter "demitido" o último. A disputa foi concluída em março de 2009, quando foi anunciada uma decisão judicial reconhecendo Infernus como o usuário legítimo do nome, e o resultado da disputa também estabeleceu um precedente jurídico na Noruega para disputas semelhantes subsequentes.

## Visão geral

### Antecedentes
Gorgoroth foi formado em 1992 pelo guitarrista Infernus. Entre 1993 e 1998, a banda lançou uma demo - A Sorcery Written in Blood (1993), três álbuns de estúdio - Pentagram (1994), Antichrist (1996) e Under the Sign of Hell (1997), e um EP - The Last Tormentor (1996). Infernus escreveu grande parte do material em Pentagram e a totalidade de Antichrist e Under the Sign of Hell, além de tocar as linhas de baixo nos dois últimos álbuns. Este período viu várias mudanças na formação - como aconteceria ao longo da história da banda - e extensas performances ao vivo, incluindo duas turnês europeias. A banda assinou contrato com a importante gravadora alemã de heavy metal Nuclear Blast, após ser abordada por eles durante sua turnê europeia como atração principal em 1997. Isso seria crucial para Gorgoroth atrair a atenção de um público mais amplo através das instalações de distribuição da Nuclear Blast no final dos anos 1990 e início dos anos 2000.
O vocalista Gaahl juntou-se ao Gorgoroth em 1998 e foi ouvido na faixa-título de Destroyer (1998). O baixista King ov Hell entrou na banda em 1999 e fez sua estreia em estúdio em Incipit Satan (2000), que também foi o primeiro álbum do Gorgoroth a contar com Gaahl como vocalista principal. Entre 2002 e 2004, King compôs as músicas do Gorgoroth que comporiam a maioria das faixas de Twilight of the Idols (2003) e a totalidade das faixas de Ad Majorem Sathanas Gloriam (2006), os únicos lançamentos do Gorgoroth entre 2000 e 2007. Gaahl escreveu letras para duas músicas de Incipit Satan, a maioria das faixas de Twilight of the Idols e a totalidade das faixas de Ad Majorem Sathanas Gloriam. No verão de 2007, três músicas escritas por King e cinco músicas com letras escritas por Gaahl foram tocadas em performances ao vivo.
Embora Infernus tenha contribuído pouco para o material para Twilight of the Idols e nenhum para Ad Majorem Sathanas Gloriam, ele deu título aos álbuns, baseado em seu satanismo e em suas influências de Friedrich Nietzsche. Ele continuou a participar da produção e masterização dos álbuns do Gorgoroth. Suas músicas também continuaram a compor a maioria do material apresentado ao vivo. Ele supostamente começou a trabalhar em novo material para um novo álbum em outubro de 2006 e foi relatado pela primeira vez escrevendo em março de 2007, cujo título revelou ser Quantos Possunt ad Satanitatem Trahunt em outubro de 2007. Além disso, Infernus continuou a promover a banda e seus lançamentos em entrevistas e por outros meios, assim como King através de entrevistas e seminários nos Estados Unidos. A proeminência de Infernus e King foi ainda reforçada por seus status como contatos oficiais da banda, bem como pelas capas de álbuns como Ad Majorem Sathanas Gloriam - Infernus, em particular, foi enfatizado como "Ministro de Satanás na Terra" e foi em grande parte responsável pelas negociações com a Regain Records.
Mais controvérsias cercaram a banda nesse período, resultando de uma polêmica apresentação em Cracóvia, Polônia, em 2004, após a qual as relações com a Nuclear Blast foram encerradas, Gaahl e Infernus foram condenados a penas de prisão por violência excessiva. Em parte, devido a alguns desses eventos, Twilight of the Idols e Ad Majorem Sathanas Gloriam foram os únicos lançamentos do Gorgoroth nesse período.

### Reivindicações de Gaahl e King ov Hell pelo nome
Publicamente, Gaahl e King citaram várias razões por trás de sua decisão de excluir o membro fundador Infernus e trabalhar sob o nome Gorgoroth. As alegações mais frequentemente repetidas ao longo da disputa eram acusações de que Infernus não tinha interesse em promover o Gorgoroth ou participar criativamente, e que ele era abusivo e desrespeitoso com promotores, membros de sessão e outros parceiros de trabalho, enquanto Gaahl e King haviam "definido criativamente" o Gorgoroth ao longo de um período de oito anos. Outras reivindicações incluíam a aparente objeção de Gaahl ao apoio de Infernus à campanha Never Stop the Madness do falecido Euronymous por meio de seu selo agora extinto, Deathlike Silence Productions, enquanto King sentia aversão a estar com Infernus em meio às alegações de estupro e subsequente condenação do guitarrista.
A decisão deles foi tomada no verão de 2007, e foi em setembro que King, com a assistência de Anders Odden do Cadaver e Satyricon, apresentou um pedido de marca registrada ao Norwegian Industrial Property Office para o nome e o logotipo do Gorgoroth.

### Resposta de Infernus
Embora Infernus tenha declarado que não se defenderia contra quaisquer acusações levantadas durante a disputa e não tenha contra-atacado diretamente as alegações de Gaahl e King fora de ambientes formais, ele afirmou que poderia ser "difícil de se trabalhar" e afirmou que Gaahl e King deveriam ter decidido adotar um novo nome.
Enquanto isso, o trabalho de Infernus em Quantos Possunt ad Satanitatem Trahunt foi relatado várias vezes na mídia.

#### Reivindicações
Cláusulas selecionadas da Lei de Marcas do Patentstyret Trademark Act, como § 2. e § 14. 7., foram citadas a favor de Infernus ao longo da disputa e determinaram a ilegalidade e invalidade eventualmente concluídas do pedido de marca registrada de King, que também não conseguiu satisfazer § 8.:
- § 2. O direito exclusivo a uma marca pode ser adquirido sem registro quando a marca é estabelecida pelo uso. Uma marca é considerada estabelecida pelo uso quando é bem conhecida no círculo comercial em questão neste país como um sinal distintivo para os bens de alguém.
- § 14. Uma marca não pode ser registrada se: 7. for suscetível de ser confundida com uma marca que outra pessoa começou a usar antes do requerente, e o requerente tinha conhecimento desse uso quando apresentou seu pedido de registro;
- § 8. Mesmo que uma marca registrada seja suscetível de ser confundida com um sinal que tem um direito anterior, ela será permitida coexistir validamente com a última, desde que o pedido de registro tenha sido apresentado de boa fé e o titular do direito anterior tenha tolerado conscientemente o uso da marca posterior neste país por cinco anos consecutivos a partir da data de registro.

### Mal-entendidos
Mal-entendidos frequentes perpetuados ao longo da disputa por vários veículos de mídia, como a revista Terrorizer, eram que a aceitação do pedido de marca registrada de King pelo Patentstyret entre dezembro de 2007 e janeiro de 2008 era uma decisão judicial, e que pelo menos uma ação judicial havia ocorrido antes daquela que Infernus apresentou em setembro de 2008, que chegou ao Tribunal Distrital de Oslo em janeiro de 2009.

## História

### Prelúdio (setembro de 2007)
Em setembro de 2007, King, com a assistência de Anders Odden, da banda Cadaver e Satyrion, apresentou um pedido de marca registrada ao Patenstyret para o nome e logotipo do Gorgoroth.
Saída de Infernus (outubro a novembro de 2007)
Em outubro de 2007, Infernus anunciou na página oficial do Myspace da banda que "uma decisão de se separar" havia sido tomada, com ele de um lado e Gaahl e King do outro. A declaração explicava que os membros não conseguiam mais continuar trabalhando juntos e observava ainda que ambos os lados pretendiam continuar sob o nome da banda. Uma declaração de Gaahl e King também foi emitida no mesmo dia. Gaahl emitiu outra declaração dois dias depois, afirmando que a banda não havia se separado, mas "continuado de uma forma diferente". A declaração afirmava ainda que Infernus não tinha sido uma força criativa ao longo de oito anos e não tinha "mostrado interesse na arte [de] definir Gorgoroth durante o mesmo período de tempo". Infernus respondeu no dia seguinte com uma declaração observando que ele reivindicava o direito legal ao nome da banda como "o fundador e único membro original da banda".
Gaahl e King anunciaram que Hellhammer, do Mayhem e Dimmu Borgir, se juntaria a eles na bateria a partir de 2008, mas isso não se concretizou por razões desconhecidas. Teloch, do Nidingir (que também havia sido anteriormente um membro de sessão ao vivo para o Gorgoroth) e Nicholas Barker (anteriormente do Cradle of Filth e Dimmu Borgir) também foram revelados como membros de sua formação de turnê.
Outra declaração (pretendida ser a 'última de uma série de cartas abertas curtas para a mídia') de Infernus chegou uma semana depois, alegando que Gaahl tinha "considerado várias vezes deixar a banda" enquanto King tinha saído da banda no ano anterior "devido a dificuldades em conciliar tocar em uma banda de metal como o Gorgoroth com o fato de que ele é professor em tempo integral em uma escola primária". Infernus observou ainda que, como membro fundador da banda, ele "não concordaria em ceder o nome [que ele] possui legitimamente para o terceiro vocalista e sexto ou sétimo (!) baixista, por qualquer motivo que possam ter". Além disso, ele disse que estava no processo de finalizar e preparar o material que ele começou supostamente em outubro de 2006 e foi relatado pela primeira vez escrevendo quando foi libertado sob liberdade condicional em março de 2007, declarando o título como Quantos Possunt ad Satanitatem Trahunt.
A aplicação da marca registrada de King foi revelada por Infernus ao público, e isso foi feito sem o conhecimento de King. O advogado de Infernus, alertou Gaahl e King que esta aplicação era uma abrogação de seções selecionadas da Lei de Marcas do Patentstyret. Em sua turnê europeia de novembro, que o Gorgoroth havia agendado para embarcar vários meses antes da separação, Gaahl e King frequentemente usaram o nome "The Force Gorgoroth", e também existia uma aplicação de marca registrada King ov Hell/Gaahl para esse nome da banda.

### Aceitação da aplicação da marca registrada de King pelo Patentstyret (dezembro de 2007 - janeiro de 2008)
Em dezembro, a Regain Records emitiu um comunicado de imprensa anunciando sua decisão de "continuar a cooperação com o membro original da banda, Infernus, com uma nova formação" e que o selo reconhecia "Infernus como o legítimo proprietário do nome, logotipo e marca registrada da banda", bem como sua preparação "para tomar todas as medidas legais necessárias para impedir que qualquer terceiro a explore, artisticamente e comercialmente". Uma semana depois, Gaahl e King entregaram uma declaração afirmando que havia sido "legalmente determinado" pelo escritório de patentes norueguês que eles mantinham "a propriedade e o uso legítimos do nome e logotipo, agora e no futuro". Depois que o primeiro departamento do Escritório de Patentes aceitou a aplicação de marca registrada de Gorgoroth de King, King e Gaahl retiraram sua aplicação de marca registrada para "The Force Gorgoroth". A declaração também afirmou que Gaahl e King haviam rompido os laços com a Regain Records por "seus atos desleais" e estavam "escolhendo cuidadosamente uma nova gravadora para o lançamento de seu próximo álbum completo". Infernus declarou posteriormente que a decisão do escritório de patentes norueguês seria apelada pela Regain Records e por ele próprio.

### Oferta não negociável (março de 2008)
Em março de 2008, Infernus anunciou que havia contratado um advogado adicional  e fez uma oferta não negociável a Gaahl e King com um prazo de três dias. A oferta não foi aceita, e Infernus então declarou que seu advogado apelaria da decisão do Escritório de Patentes da Noruega e "iniciaria procedimentos legais para que o assunto fosse tratado pelos tribunais".

### Live in Grieghallen (maio a agosto de 2008)
Em 30 de maio de 2008, a Regain Records anunciou o lançamento em junho de 2008 de True Norwegian Black Metal - Live in Grieghallen, um novo álbum do Gorgoroth gravado ao vivo. A formação de gravação consistia em Infernus na guitarra e baixo, Gaahl nos vocais, Teloch na guitarra em estúdio e Garghuf na bateria em estúdio. Em julho de 2008, Gaahl e King postaram um boletim no MySpace anunciando que as "autoridades judiciais suecas" haviam "se posicionado ao lado dos detentores dos direitos autorais do Gorgoroth, Gaahl e King", contra a Regain Records, interrompendo a distribuição do álbum. De acordo com o boletim, a Regain Records havia "removido ilegalmente as faixas de baixo de King e mixado as gravações sem o conhecimento de Gaahl e King". King e Gaahl alegaram que a Regain Records assim quebrou seu contrato com eles. O documento também anunciou que planejavam tomar medidas adicionais contra a gravadora. No dia seguinte, a Regain Records divulgou uma resposta ao anúncio, afirmando que a interrupção das vendas e do marketing era "apenas uma decisão interina tomada pelo tribunal para interromper todas as ações em relação ao álbum" até que "o caso seja resolvido e ainda não há veredicto sobre o assunto".
Em 12 de agosto de 2008, Infernus emitiu um comunicado dizendo que a questão da marca registrada do Gorgoroth não seria decidida até que um veredicto fosse proferido em um julgamento ainda não anunciado em Oslo, Noruega, e que o conflito entre a Regain Records e Gaahl/King ov Hell sobre o álbum True Norwegian Black Metal - Live in Grieghallen seria decidido em outro julgamento ainda a ser anunciado em Malmö, Suécia; até então, uma liminar havia impedido a Regain Records de promover e distribuir o álbum.
Gaahl e King ov Hell afirmaram que entrariam no estúdio em 25 de agosto para gravar um novo álbum com Teloch e Ice Dale do Enslaved nas guitarras, e Frost do Satyricon e 1349 (que também foi, em diferentes momentos, membro efetivo e de sessão do Gorgoroth) na bateria.
Até outubro de 2008, tudo, exceto os vocais, havia sido gravado para o novo álbum de Gaahl e King que, após a disputa pelo nome, era esperado se materializar como o álbum de estreia do God Seed. Em alguns momentos, Gaahl e/ou outras partes afirmaram publicamente que ele havia começado a trabalhar em letras e arranjos vocais, mas aparentemente, em nenhuma dessas ocasiões, Gaahl cumpriu essas tarefas, e sua falta de entusiasmo contribuiria para sua decisão de se aposentar do metal em julho de 2009. Em outubro de 2008, foram alocados horários de estúdio para que Gaahl pudesse começar a trabalhar, provocando o cancelamento de uma turnê. No entanto, em dezembro de 2008, quando entrevistado pela Faceculture, Gaahl deu a entender que ainda não havia trabalhado em letras e arranjos vocais e pretendia fazê-lo em algum momento após a conclusão da turnê europeia de sua banda com o Cradle of Filth. No início de 2009, Gaahl e seu parceiro Robin foram de férias para a Espanha por dois meses. Enquanto Gaahl estava fora, King afirmou que ele estava usando esse tempo para trabalhar em letras e arranjos vocais, mas após o retorno de Gaahl da Espanha, foi declarado por King que isso ainda não havia sido feito:
Nós gravamos tudo no estúdio e estamos apenas esperando o Gaahl colocar os vocais. Então, só falta os vocais e a mixagem final para terminar tudo. Às vezes é um pesadelo trabalhar com ele no estúdio por causa do orgulho que ele coloca nos menores detalhes. Se ele não estiver no humor certo ou não encontrar as palavras corretas, não conseguimos fazer nada. Às vezes, passei dias no estúdio contando segundos sem que nada acontecesse. É da mesma forma agora, mas eu sei que no final o resultado será único e poderoso. Temos que esperar até o Gaahl terminar de escrever suas letras para escolher o título do álbum. Quando todo o conceito deste álbum estiver pronto, decidiremos qual título usar.

### Infernus processa Gaahl e King (setembro de 2008 a março de 2009)
Em 1º de dezembro de 2008, foi anunciado no site oficial do Gorgoroth, de Infernus, que uma data de julgamento estava marcada em Oslo, Noruega, e ocorreria na última semana de janeiro de 2009.

O julgamento ocorreu entre 28 e 30 de janeiro de 2009, e em 10 de março de 2009, Infernus anunciou que a sentença havia sido proferida:
"O Tribunal Distrital da Cidade de Oslo entregou hoje uma sentença sobre a questão principal no caso da marca registrada do Gorgoroth, que ocorreu no final de janeiro de 2009. O tribunal decidiu que o registro de marca # 243365 do nome da banda Gorgoroth de King ov Hell NÃO é válido e, portanto, será excluído. O tribunal afirma que King ov Hell e Gaahl se excluíram da banda Gorgoroth quando tentaram demitir Infernus em outubro de 2007. O tribunal afirma ainda que Infernus não pode ser excluído do Gorgoroth, a menos que ele mesmo decida sair. Infernus está muito satisfeito, mas não surpreso, com esta sentença. As questões restantes relacionadas a assuntos financeiros e afins ainda estão por ser decididas."
O nome já era considerado como tendo sido marcado por uso antes de Gaahl e King se juntarem à banda em 1998 e 1999, respectivamente. De acordo com o advogado de Infernus, Erik Rødsand, Gaahl e King são proibidos de escolher nomes de bandas "confusamente semelhantes" ao Gorgoroth. Isso incluiria também o nome anteriormente registrado deles, "The Force Gorgoroth". O domínio gorgoroth.org, que estava sob controle deles, foi redirecionado para o site oficial em www.gorgoroth.info até que o contrato eventualmente expirou em 2010. Gaahl e King assumiram o nome God Seed após a sentença, embora a formação fosse se dissolver em julho de 2009, após ter se apresentado em dois festivais, seguindo a decisão de Gaahl de sair e se aposentar da música metal.

### Gorgoroth DA e outros eventos subsequentes (abril a maio de 2009)
No início de abril de 2009, Infernus revelou ao público que Gaahl e King haviam aberto um pequeno negócio chamado "Gorgoroth DA", aparentemente destinado a estar relacionado ao nome da banda Gorgoroth, e que o negócio deveria ser ordenado a fechar. Em 2 de junho de 2009, um artigo no jornal financeiro norueguês Dagens Næringsliv revelou que as questões restantes no processo judicial de Infernus haviam sido acordadas pelas duas partes e que um acordo havia sido feito. Os detalhes do acordo são confidenciais, mas Infernus comentou que estava satisfeito com o resultado. No mesmo artigo, o advogado de King e Gaahl, Lars Christian Fjeldstad, confirmou que a sentença relativa ao registro de marca era definitiva - ou seja, não podia ser contestada - e que um acordo havia sido alcançado em relação às questões restantes do processo judicial.

## Eventos chave
| Data                     | Evento chave |
| ------------------------ | --- |
| 13 de setembro de 2007   | King, com a assistência de Anders Odden, apresentou um pedido de registro de marca ao Patentstyret para o nome e logotipo do Gorgoroth. |
| 21 de outubro de 2007    | Infernus anunciou que a banda havia se separado, com Infernus de um lado e Gaahl e King do outro. No entanto, estes últimos afirmaram que Infernus havia sido demitido do Gorgoroth. |
| 23 de outubro de 2007    | O advogado de Infernus, Egil Horstad, escreveu uma carta aos representantes legais de Gaahl e King, alertando que o pedido de registro de marca feito por King e Anders Odden em setembro de 2007 violava determinadas seções da Lei de Marcas do Patentstyret. |
| 31 de outubro de 2007    | Infernus divulgou um comunicado à imprensa, no qual revelou ao público o pedido de registro de marca de King de setembro de 2007, além de anunciar seu próximo álbum de estúdio intitulado Quantos Possunt ad Satanitatem Trahunt. |
| 13 de dezembro de 2007   | A Regain Records declarou apoio a Infernus. |
| 19 de dezembro de 2007   | Gaahl e King divulgaram um comunicado à imprensa anunciando a aprovação do pedido de registro de marca deste último pelo Primeiro Departamento do Escritório de Patentes. |
| 3-14 de janeiro de 2008  | O pedido de registro de marca de King foi aprovado e aplicado pelo Primeiro Departamento do Escritório de Patentes. |
| 4 de março de 2008       | Infernus anunciou que contratou um advogado adicional e fez uma oferta não negociável a Gaahl e King com um prazo de três dias. |
| 11 de março de 2008      | Após Gaahl e King recusarem a oferta de 4 de março de 2008, Infernus declarou que seu advogado apelaria da decisão do Escritório de Patentes da Noruega e "iniciaria procedimentos legais para que a questão fosse tratada pelos tribunais". |
| 15 de março de 2008      | Infernus divulgou um comunicado afirmando que era "pessoalmente contra o racismo tanto em pensamento quanto em prática", em resposta a "rumores vis e especulações" que circulavam sobre ele, assim como uma investigação sobre os antecedentes de Gaahl por organizações antirracistas norueguesas.                                                                     |
| julho de 2008            | Uma medida cautelar temporária do tribunal de Malmø proibiu a Regain Records de distribuir True Norwegian Black Metal - Live in Grieghallen. |
| 12 de agosto de 2008     | Infernus emitiu um comunicado afirmando que a questão da marca registrada do Gorgoroth não seria decidida até que uma sentença fosse proferida em um julgamento em Oslo, Noruega, que ainda não havia sido anunciado, e que a questão do álbum True Norwegian Black Metal - Live in Grieghallen não seria decidida em outro julgamento a ser anunciado em Malmö, Suécia. |
| setembro de 2008         | Infernus apresentou sua ação judicial contra King ov Hell pelo pedido de registro de marca deste em setembro de 2007, com base no argumento de que Infernus havia estabelecido seus direitos sobre o nome e logotipo por meio do uso antes de King se juntar à banda. |
| 1 de dezembro de 2008    | Um anúncio foi feito informando que o julgamento estava agendado para ocorrer em Oslo, Noruega, na última semana de janeiro de 2009. |
| 28-30 de janeiro de 2009 | O julgamento ocorreu em Oslo, Noruega. |
| 10 de março de 2009      | Infernus anunciou que o registro de marca de King ov Hell foi considerado inválido pelo tribunal em Oslo, e que o tribunal constatou que King ov Hell e Gaahl se excluíram da banda Gorgoroth em outubro de 2007. |

## Testemunhas
As testemunhas convocadas para depor no julgamento foram:
Infernus:
- Infernus
- Tormentor
- Per Gyllenbäck - fundador da Regain Records
- Torgrim Øyre - ex-baixista do Gorgoroth e baixista do T-Reaper e organizador do festival Hole in the Sky
- Gro Narvestad - organizador do Inferno Festival
- Asbjørn Slettemark - jornalista musical norueguês

Gaahl/King ov Hell:
- Gaahl
- King ov Hell
- Anders Odden - membro do Cadaver, gerente de turnê e membro ao vivo do Satyricon, e chefe do escritório na GramArt, que ajudou King em seu pedido de registro de marca
- Espen Solheim Røhne - fundador da Indie Recordings, canal de distribuição da Regain Records na Noruega, que aparentemente assinou Gaahl e King[41]
- Henk Mol - promotor da agência de turnês holandesa Vain Productions